# Kianz Froese
Kianz González-Froese (Havanna, 1996. április 16. –) kubai származású kanadai válogatott labdarúgó, jelenleg az 1. FC Saarbrücken játékosa.

## Pályafutása
Kubában Havanna városában született, de szüleivel Winnipegbe költöztek, Kanadába. []ben került a Vancouver Whitecaps akadémiájára, ahol több korosztályban is pályára lépett.
2014. augusztus 5-én mutatkozott be a Kanadai bajnokságban a Toronto ellen. Október 11-én az MLS-ben a Seattle Sounders FC ellen debütált Kekuta Manneh cseréjeként. 2015. június 25-én első bajnoki gólját szerezte meg a New York Red Bulls ellen. 2017 februárjában a Fortuna Düsseldorf második csapatához írt alá, majd decemberben az első csapathoz is. 2019. július 12-én aláírt az 1. FC Saarbrücken csapatához.

## A válogatottban
2011-ben a kubai U17-es válogatottal részt vett a 2011-es U17-es CONCACAF-aranykupán, majd 2012 áprilisától már Kanadát képviselte. 2013. október 13-án nevezték a 2013-as U17-es labdarúgó-világbajnokságon részt vevő keretbe. A Jamaicába megrendezett 2015-ös U20-as CONCACAF-aranykupán is pályára lépett. El Salvador ellen 3–2-re elvesztett mérkőzésen gólt szerzett. 2015. október 14-én Ghána ellen bemutatkozott a felnőttek között.